# La Verkin
La Verkin é uma cidade localizada no estado norte-americano de Utah, no Condado de Washington.

## Demografia
Segundo o censo norte-americano de 2000, a sua população era de 3392 habitantes.
Em 2006, foi estimada uma população de 4142, um aumento de 750 (22.1%).

## Geografia
De acordo com o United States Census Bureau tem uma área de
41,8 km², dos quais 41,8 km² cobertos por terra e 0,0 km² cobertos por água.

## Localidades na vizinhança
O diagrama seguinte representa as localidades num raio de 20 km ao redor de La Verkin.